# 스텐하우스뮤어 FC

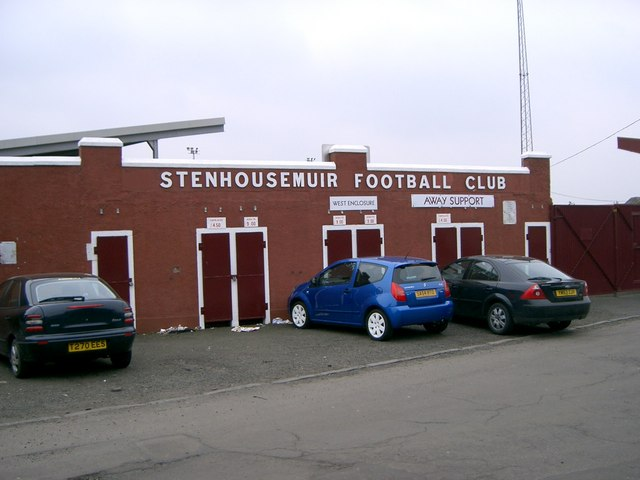

스텐하우스뮤어 FC(Stenhousemuir Football Club, Stenhousemuir F.C.)는 1884년에 창단된 스코틀랜드 스텐하우스뮤어의 축구 클럽으로, 현재 스코틀랜드 풋볼 리그 2부에서 활동하고 있다.

## 성적
- 스코틀랜드 챌린지 컵 우승 1회 (1996)
- 스코틀랜드 풋볼 리그 3부 준우승 1회 (1999)

## 선수 명단

### 현역
- 애덤 브라운(2021 ~ )
- 냇 웨더번(2021 ~ )